# Mémoires intimes suivis du Livre de Marie-Jo
Mémoires intimes suivis du Livre de Marie-Jo est une œuvre autobiographique de Georges Simenon.

## Résumé
Le Livre de Marie-Jo est un hommage de Simenon à sa fille qui se suicida en 1978 d’une balle de revolver dans la poitrine. Dans ce livre il rassemble les lettres, des poèmes et des cassettes qu'elle lui a adressés.

« Ton livre, ma petite-fille, que tu as tant souhaité écrire et que tu as écrit et parfois chanté à ta manière, toujours tendre, parfois gaie, souvent douloureuse.
Je tiens aujourd’hui ma promesse de le publier.
Dad. »

## Publication et suites judiciaires
Rédigé à Lausanne, 12 avenue des Figuiers, de février à novembre 1980, révisé en février et mars 1981, le livre connaît une première publication en octobre 1981 aux Presses de la Cité.
Le tribunal de grande instance de Paris, à la demande de Denyse Simenon-Ouimet, épouse de Simenon, fait retirer l'édition originale d'octobre 1981 du commerce et des passages sont supprimés (31 lignes en tout, dont 25 de Marie-Jo).
Une réédition faisant suite à cette décision judiciaire du 9 novembre 1981 sera publiée. 